# Vrućina (1995.)
Vrućina (eng. Heat) je kriminalistička drama  Michaela Manna iz 1995. godine s Robertom De Nirom i Al Pacinom u glavnim ulogama.
De Niro glumi mirnog, metodičnog i introvertiranog pljačkaša "Neila McCauleyja", a Pacino "Vincenta Hannu", policijskog detektiva veterana iz  Los Angelesa, čija posvećenost poslu razara njegov brak. Ovo je prvi film u kojem se Pacino i De Niro pojavljuju zajedno iako su oba glumca nastupila u  Kumu II gdje se nisu pojavili u zajedničkoj sceni.
Film je zapravo obrada Mannovog televizijskog filma L.A. Takedown iz 1989. godine,  u trajanju od 92 minute.

## Radnja
Neil McCauley (De Niro) je bivši zatvorenik i profesionalni pljačkaš čiji je moto cijelog života ostao "ne veži se nizašto od čega ne možeš pobjeći za trideset sekundi". On i njegova ekipa, koju čine kockarski ovisnik Chris Shiherlis (Val Kilmer) i bivši zatvorenik,  obiteljski čovjek, Michael Cheritto (Tom Sizemore), pokušavaju opljačkati blindirano vozilo s novcem. Uspijevaju pobjeći s 1,6 milijuna dolara u obveznicama Malibu Equity Investments, naftne kompanije koja pere novac od droge na off-shore računima. Iako je to trebala biti jednostavna pljačka, ekipa je prisiljena ubiti sva tri čuvara. Nakon što je prvoga ubio novi član ekipe, Waingro (Kevin Gage), drugi je ubijen u samoobrani, a trećeg nisu smjeli ostaviti živog kako ne bi bilo svjedoka.
McCauley se sastaje sa svojim ortakom, Nateom (Jon Voight), koji sugerira prodaju obveznica originalnom vlasniku, Rogeru Van Zandtu. Van Zandt je osigurao obveznice i ponudio veću cijenu za njih nego što bi Nate dobio na tržištu. Kao odmazdu za pretvaranje pljačke u trostruko ubojstvo, McCauley i ekipa pokušavaju ubiti Waingroa, ali on uspijeva pobjeći u trenutku kad je McCauleyja omela policijska ophodnja. Van Zandt prevari McCauleyja i pokuša ga ubiti tijekom pokušaja da otkupi obveznice.
Poručnik Vincent Hanna (Pacino) istražuje pljačku blindiranog vozila. Hannino iskustvo učinilo ga je jednim od najboljih detektiva elitnog odjela za pljačke i ubojstva policije Los Angelesa (LAPD). Hanna i njegova ekipa smjesta kreću na posao, pokušavajući uhvatiti McCauleyja i njegovu ekipu upotrebom tragova i doušnika. U međuvremenu, McCauley je obuzet planiranjem druge velike pljačke: napada na banku s plijenom od 12 milijuna dolara.
Dok se izrađuju planovi, film se bavi i privatnim životima dvojice muškaraca: McCauley živi usamljeno, u skladu sa svojom životnom filozofijom, iako kaže svojoj novoj djevojci: "Jesam sam, ali nisam usamljen." Počinje se pomalo mijenjati nakon susreta s  grafičkom dizajnericom, Eady (Amy Brenneman), koja misli da je on trgovac metalima. U međuvremenu, Hannin treći brak s Justine (Diane Venora), je u raspadu - iako je blizak i drži do pokćerke Lauren (Natalie Portman), čiji otac zanemaruje svoje roditeljske dužnosti. Brak Chrisa Shiherlisa (Kilmer) i njegove žene Charlene (Ashley Judd) raspada se zbog njegove kockarske ovisnosti. Osim toga, Charlene vara svog muža s drugim muškarcem, Marcianom (Hank Azaria), koji poslije postaje Hannin doušnik.
Vrhunac filma je scena u restoranu u kojoj se McCauley i Hanna konačno sastaju i razgovaraju o svojim životima. Tijekom sastanka, Hanna kaže McCauleyju da će ga ubiti ako bude potrebno. McCauley mu objašnjava svoju filozofiju o "30 sekundi" rekavši kako se ne vraća u zatvor.
Dotad najbolji plan pljačkaša o provali u banku raspada se zbog Waingroa. Waingro se pokušavao pritajiti još od kada ga je McCauley pokušao ubiti; sastao se s Van Zandtom u motorističkom baru u potrazi za poslom. Waingro odvodi Van Zandta jednom od članova McCauleyjeve ekipe, Trejou (Danny Trejo).
Trejo je prisiljen odati McCauleyjev plan jer su mu oteli ženu. Jedan od Van Zandtovih podređenih, policijski doušnik Hugh Benny (Henry Rollins), odaje plan policiji. Iako je pljačka banke obavljena bez poteškoća, dok ekipa ulazi u auto za bijeg, stiže policija; počinje kaotična pucnjava u središtu Los Angelesa.
Tijekom katastrofalne pljačke i bijega ubijeno je nekoliko policajaca, kao i Cheritto i Trejova zamjena, vozač Breedan (Dennis Haysbert). Shiherlis je ranjen, ali uspijeva pobjeći uz McCauleyjevu pomoć. Vjerujući da ga je Trejo izdao, McCauley polazi u njegovu kuću, ali nalazi Treja na samrti i njegovu mrtvu ženu, oboje okrutno pretučene. Saznavši da su Waingro i Van Zandt odgovorni, McCauley samilosno ubija Treja i polazi prema Van Zandtovoj kući, zahtijevajući da mu kaže gdje bi se mogao nalaziti Waingro. Kad je Van Zandt rekao da ne zna, McCauley ga ubija.
Policija odvodi Charlene Shiherlis i njezina sina Dominica u sigurnu kuću. Jedan od Hanninih ljudi, Drucker (Mykelti Williamson), objašnjava Charlene da će biti optužena za suučesništvo te da će završiti u zatvoru ako odbije predati muža policiji. Drucker joj kaže da će joj sin završiti u sirotištu te vjerojatno postati kriminalac ako odbije surađivati. Chris se konačno pojavljuje s drugačijom frizurom kako bi prikrio identitet, ali ga žena potajno upozorava da se udalji. Zaustavlja ga policijska ophodnja, ali spašava ga lažna osobna iskaznica.
McCauley, sada zaljubljen u Eady, krši svoj kredo pitajući je hoće li napustiti zemlju s njim. Već je sredio dvije rezervacije za Novi Zeland; međutim, dobivši informaciju od Natea gdje se skriva Waingro, McCauley ga odlučuje naći i ubiti u hotelu blizu zračne luke. Nakon što je aktivirao požarni alarm u hotelu kako bi raščistio područje, McCauley ubija Waingroa, i bježi nakon kratkog obračuna s policajcem. Iako on to ne zna, Waingro je odgovoran za više brutalnih ubojstava prostitutki u gradu. Na istrazi o tim ubojstvima radi i Hanna.
U međuvremenu, nakon Bennyjeva upozorenja, Hanna stiže u hotel. Iz daljine ugleda Eady, koja mu izgleda sumnjivo jer sjedi u McCauleyjevu autu čekajući ga dok gosti panično napuštaju hotel. McCauley izlazi iz hotela i kreće prema autu, ali ugledavši Hannu kako mu hitro prilazi, počne bježati, napustivši Eady. U ovom ključnom trenutku filma, McCauley se pridržava svog pravila o "30 sekundi" i napušta Eady; pokušava se izgubiti u gomili dok Hanna kreće za njim.
McCauley preskače ogradu u zračnoj luci i polazi prema terminalu za ukrcaj. Hanna ga slijedi iz blizine. McCauley polazi prema naprijed i nalazi sklonište iza jedne od kućica za radarsku kontrolu kod jedne piste. Hanna ga slijedi i dvojica počinju napetu igru mačke i miša u mraku. McCauley opaža kako se veliki reflektori na pisti pale tijekom slijetanja zrakoplova i dosjeti se kako bi mogao ubiti Hannu. Međutim, dok McCauley pokušava ubiti Hannu sa svjetlima iza sebe, Hanna uspijeva vidjeti njegovu sjenu i, u djeliću sekunde, zapuca prvi, pogodivši McCauleyja nekoliko puta u prsa.

## Glumci
- Al Pacino - Poručnik Vincent Hanna
- Robert De Niro - Neil McCauley
- Val Kilmer - Chris Shiherlis
- Jon Voight - Nate
- Tom Sizemore - Michael Cheritto
- Diane Venora - Justine Hanna
- Amy Brenneman - Eady
- Ashley Judd - Charlene Shiherlis
- Mykelti Williamson - Narednik Drucker
- Wes Studi - Detektiv Casals
- Ted Levine - Bosko
- Dennis Haysbert - Donald Breedan
- William Fichtner - Roger Van Zant
- Natalie Portman - Lauren Gustafson
- Tom Noonan - Kelso
- Kevin Gage - Waingro
- Hank Azaria - Alan Marciano

## Ključne teme i motivi
Redatelj Mann naglašava privatne živote kriminalaca i policajaca, te posebice njihov odnos sa suprugama i djevojkama. McCauley je prisiljen prekršiti svoju mantru spetljavši se s Eady (Brenneman), koja je također usamljena. Shiherlisovo destruktivno ponašanje uzima danak u njegovu braku s Charlene (Judd), bivšom plesačicom iz Las Vegasa i majkom njihova sina. Ona se boji kako bi njega mogli uhvatiti, a ona sama također završiti u zatvoru kao suučesnik u njegovim zločinima. Hanna, radoholičar, zanemario je svoju treću ženu Justine (Venora) i njezinu istraumatiziranu kćer Lauren (Portman).
"Ekipe" na obje strane (McCauleyjevi profesionalni pljačkaši i Hannina grupa detektiva) su ravni jedni drugima po svojim sposobnostima; ovo stvara napetost oko toga koja će strana pobijediti, sve do vrhunca. Ova tobožnja izjednačenost ipak se pokazuje pogrešnom: u konačnom obračunu, kada policajci paze preko koga pucaju, pljačkaši jednostavno pucaju bez obzira. Izjednačenost po sposobnostima, ali neuravnotežena etičnost daje filmu moralnu vertikalu. Kratka scena u kojoj Hanna kaže svojim ljudima da "paze pozadinu", tj. upozorenje da budu oprezni tko se nalazi iza kriminalaca dok budu pucali na njih, to najbolje pokazuje.
Efekti u filmu su prilično vjerodostojni. Glavni obračun nadzirao je bivši  britanski specijalac Andy McNab, a detalji pljačke doimaju se realistično. Mikrofoni su bili pažljivo postavljeni kako bi stvorili realističan odjek pucnjeva.
U filmu, McCauley spominje kako živi po svom kredu, po kojem se osoba ne bi trebala vezati nizašto ili ni za koga ako ne može pobjeći od toga ako osjeti "vrućinu". McCauley ove riječi spominje i Chrisu u vezi njegove žene i o ženama općenito. Na kraju filma, kad McCauley mora odlučiti hoće li uskočiti u auto s djevojkom i riskirati da ga uhvate ili se dati u bijeg, odlučuje pobjeći. Iako će mnogi pomisliti da McCauley samo slijedi svoje ideale, zapravo, to nije točno. McCauley ih je prekršio mnogo prije jer je postao opsesivan hvatanjem Waingroa da bi izravnao račun te se tako upustio u rizik. McCauley zapravo ne može pobjeći od osvete Waingrou, što ga dovodi do njegove vlastite propasti. Ignorira svoju mudrost i kao posljedica toga slijedi njegova smrt.

## Box-office rezultati
- $67,400,000 u Sjevernoj Americi i $120,000,000 u ostatku svijeta.
- $187,400,000 u cijelom svijetu.

## Vanjske poveznice
- Vrućina u internetskoj bazi filmova IMDb-a
- Metacritic Reviews
- Heat (videoigra) u internetskoj bazi filmova IMDb-a
- L.A. Takedown u internetskoj bazi filmova IMDb-a
- Jump Cut essay
- " De Niro and Pacino Star in a Film. Together." Članak iz New York Timesa
- "Michael Mann: Hot Again With 'L.A. Vice'" Članak iz New York Timesa